# JPEGMafia
Barrington DeVaughn Hendricks (Flatbush, Nueva York, 22 de octubre de 1989) conocido de manera profesional como JPEGMafia (estilizado en mayúsculas), es un rapero, compositor y productor estadounidense. Inspirado por sus vivencias con el racismo sistémico y sus estadías internacionales durante el servicio militar, Hendricks originalmente había publicando de manera independiente bajo el seudónimo Devon Hendryx, destacando su mixtape The Ghost Pop Tape (2013).
Luego de relocalizarse en Baltimore en 2015, Hendricks consiguió reconocimiento crítico con el alias de JPEGMafia por su uso de sonidos disonantes y su agresiva perspectiva política, mayormente presente en Black Ben Carson (2016) y Veteran (2018).  Con la publicación de su tercer álbum de estudio All My Heroes Are Cornballs (2019), lo introspectivo de sus letras fue inspirado en corriente de conciencia, logrando aparecer por primera vez en las listas musicales de Billboard.
Luego de publicar el álbum colaborativo Scaring the Hoes (2023) junto al rapero alternativo Danny Brown, Hendricks decidió publicar su quinto álbum de estudio I Lay Down My Life for You (2024) a través del sello AWAL. Algunos de sus amigos y colaboradores más frecuentes incluyen a Freaky, Denzel Curry, Buzzy Lee y Vince Staples. 

## Discografía
Álbumes de estudio
- 2016: Black Ben Carson
- 2018: Veteran
- 2019: All My Heroes Are Cornballs
- 2021: LP!
- 2024: I Lay Down My Life for You

Álbumes colaborativos
- 2016: The 2nd Amendment (con Freaky)
- 2023: Scaring the Hoes (con Danny Brown)